# Споменик ослободиоцима Куршумлије од Турака
Споменик ослободиоцима Куршумлије од Турака налази се у Куршумлији и представља споменик културе Србије. 

## О споменику
Споменик Ослободиоцима Куршумлије 1877 — 1878. године налази се у централном делу градског парка у Куршумлији. Подигнут је 1896. године од стране краља Александра Обреновића и суграђана. Бугари су 1917. године након угушења Топличког устанка уништили текст који је био на мермерним плочама овог здања, а он је сада у фази рестаурације.